# Stalled Cairn

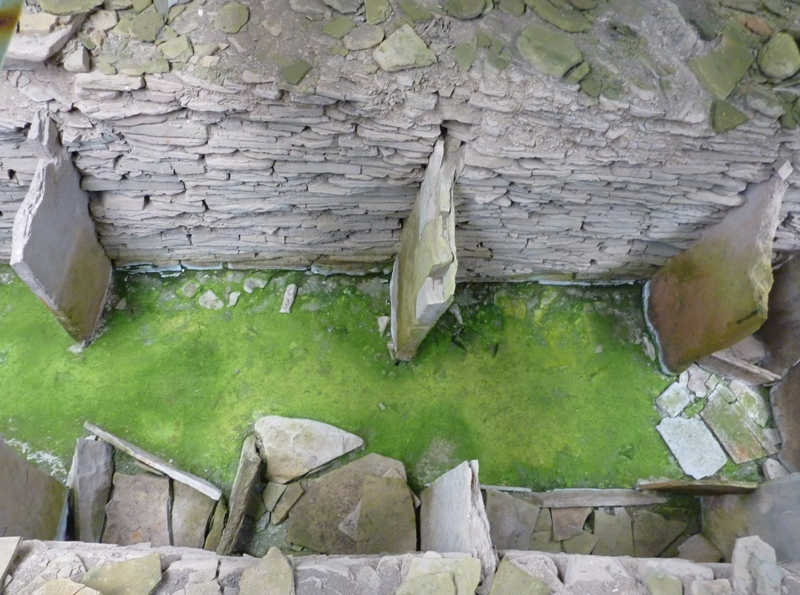
Die Boxen im Midhowe Cairn

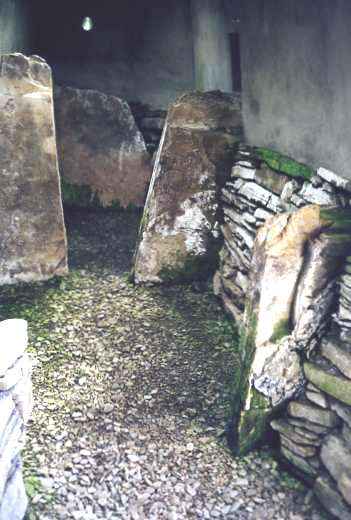
Die Boxen im Blackhammer Cairn

Die meist als Stalled Cairn bezeichnete, wissenschaftlich als eine Variante des Orkney-Cromarty Typs (OC) oder Orkney-Cromarty-Hebriden Typs bestimmte Anlage, ist eine primär in Schottland verbreitete Megalithanlagenform des 4. und 3. Jahrtausend v. Chr., die zur größeren Gruppe der Passage Tombs gehört. Sie hat den populären Namen Stalled Cairn von der Tatsache erhalten, dass die gestreckt rechteckige Grabkammer durch beidseitige aufgestellte, dünne Platten stallartig in Boxen unterteilt ist. 

## Verbreitung
Der Typ ist mit 59 Anlagen auf den Orkney vertreten und mit Unstan Ware als Keramik verbunden. Die übrigen Anlagen liegen in den Highlands, bis hinunter nach Inverness-shire auf der schottischen Hauptinsel und sind auch auf den Hebriden verbreitet.

## Beschreibung
Die Orkney-Cromarty-Gruppe ist die älteste, mit Abstand größte und vielfältigste der Britischen Inseln. Sie wird in die Subtypen Camster, Cromarty und Yarrows unterteilt. Die Länge der Anlagen liegt zwischen vier und 27 m (Knowe of Ramsay) und die Anzahl der Boxen reicht von drei bzw. vier, bei vielleicht frühen Beispielen (Bigland Round, Stalled Cairn auf Swona oder Crantit Cairn) über sechs (Kierfea Hill), sieben Knowe of Yarso bis zu 27 (Knowe of Ramsay, mitunter inklusive einer Kopfnische). Der Schwerpunkt liegt jedoch bei kürzeren Anlagen. Die Anlagen sind zumeist aus meernahen Aufschlüssen von plattigem Trockenmauerwerk errichtet und mit größeren Platten abgedeckt. Allein 15 Anlagen befinden sich auf Rousay, wo kaum eine andere Variante (Taversoe Tuick) vorkommt.  
Der in Breite und Höhe größte Hügel, der eine Kammer diese Typs bedeckt, ist der von Midhowe mit 13 bzw. fünf Metern. Die Form der Steinhügel variiert von runden (Bigland Round, Kierfea Hill) zu lang gestreckten Anlagen, die besonders in den Highlands final mit Vorhöfen versehen wurden (Camster-Long an beiden Enden). Wahrscheinlich ist das eine Folge von kulturellen Einflüssen aus dem Süden, die auch die mit 60 Anlagen große Gruppe der Orkney (Midhowe) erreichten.
Die Kategorisierungen sind allerdings irreführend, weil die Cairns der Orkney sich nicht notwendigerweise in eine Kategorie einfügen lassen. Stattdessen gibt es eine Anzahl Varianten oder Chimären.

## Zeitleiste (v. Chr.)
- 3600 Knap of Howar gebaut,  Unstan Ware
- 3200 Stalled Cairns erscheinen
- 3100 Knap of Howar liefert die meisten Daten und Skara Brae seine ältesten
- 3100 Quanterness Cairn mit erster Grooved Ware
- 3000 Stones of Stenness  und Quoyness werden errichtet
- 2800 Maes Howe wird gebaut
- 2600 Skara Brae liefert die meisten Daten und der Ring von Brodgar wird gebaut

## Funde
Es gibt Hinweise auf Bestattungsriten und rituelle Aktivitäten bei einer Reihe von Anlagen. Gefunden wurde Asche, Holzkohle, Tier- und Menschenknochen zusammen mit zerbrochenen Tongefäßen und Steinwerkzeugen. Leider haben die Ausgrabungen der Vergangenheit (19. Jahrhundert) dazu geführt, dass in den meisten Fällen das Material entweder übersehen oder ignoriert wurde. Feuerkulte waren offenbar wichtiger Teil der Rituale, da es dafür Belege in mehreren Kammern gibt. Die Rituale beschränkten sich aber nicht auf das Innere der Anlagen. Am Knowe Cairn auf Rousay wurden vor dem Zugang in einer kleinen Mulde, Asche mit Fragmenten verbrannter Knochen, Feuersteinabschläge und Tonscherben gefunden.